# 756. grenadirski polk (Wehrmacht)
756. grenadirski polk (izvirno nemško 756. Grenadier-Regiment; kratica 756. GR) je bil pehotni polk Heera v času druge svetovne vojne.

## Zgodovina
Polk je bil ustanovljen v Franciji 1. julija 1943 za potrebe 334. pehotne divizije.